# Източна псевдоная
Източната псевдоная (Pseudonaja textilis) е змия от семейство Аспидови. Има 4 подвида. Към рода на Лъжливите кобри принадлежат още седем 7: западна (кафява) псевдоная (Ps. Nuchalis) с 2 подвида, Ps. Gutata, Ps. Affinis с 4 подвида, Ps. Elliotti, Ps. Inframacula, Ps. Ingrami, Ps. Modesta. Тези змии дълго време погрешно са били класифицирани към рода на кафявите змии (Demansia), но по-късно са отделени в друг род. Синоними: източна кафява змия, кафява псевдоная, австралийска кобра.

## Разпространение и местообитание
Югоизточна Нова Гвинея и цяла Австралия без западната част, централните пустини и о. Тасмания. В Куинсленд е рядък вид. Най-многобройни са популациите в Нов Южен Уелс и Виктория. Обитава савани, тревисти равнини, редки евкалиптови гори. Среща се в предградията на много градове (Сидни).

## Физически характеристики
Много елегантна змия. На дължина достига 1,2 – 2,2 метра. На цвят е сива, сиво-черна, сиво-кафява, кафява. Може да има лек червеникав оттенък. Коремът обикновено е жълто-червеникав, а гушата червеникава. Често горната част на тялото (под главата) е по-тъмна от останалата част. Главата е малка. Очите са големи, кръгли. Силно отровна. Зъбите са предни, средно големи. Отровата е хемотоксична и невротоксична, изключително мощна, известна е като текстилотоксин (Textilotoxin, Textilon, Textarin). От всички австралийски видове змии, псевдонаята най-сполучливо имитира кобра, може да раздува шията си до 10 см.

## Начин на живот
Много агресивна и нападателна змия. Води и дневен и нощен начин на живот (според хабитата). Храни се с други змии, малки двуутробни, гризачи, гущери. Тя самата е плячка за варани и змии от рода(Pseudechis). Снася до 30 яйца. Териториална. Устройва си леговище в хралупи, изоставени термитници, дупки, скални цепнатини.